# Vincent Simon
Vincent Simon (28 settembre 1983) è un calciatore francese nato a Tahiti, difensore del Dragon.

## Carriera

### Club
Ha sempre militato nel campionato tahitiano prima con il Pirae e poi con il Dragon dove gioca ancora oggi.

### Nazionale
Con la propria nazionale conta 24 presenze e 1 gol.
Il 23 giugno 2013 gioca da titolare nella partita persa contro l'Uruguay, valida per la terza giornata della fase a gironi della Confederations Cup del 2013.

## Palmarès

### Nazionale
Coppa d'Oceania: 1 
2012